# Córdoba (Fortín)
Córdoba es una localidad del estado mexicano de Veracruz. Es parte del municipio de Fortín.

## Demografía
| Gráfica de evolución demográfica |
|                                  |

| Censo | Población |
| ----- | --------- |
| 1990  | 6 315     |
| 1995  | 9 247     |
| 2000  | 9 905     |
| 2005  | 10 854    |
| 2010  | 11 720    |
| 2020  | 12 047    |